# Eric W. Mountjoy
Eric Walter Mountjoy (*  28. November 1931 in Calgary; † 18. Juni 2010 in Montreal) war ein kanadischer Geologe.
Mountjoy studierte an der University of British Columbia mit dem Bachelor-Abschluss 1955 und wurde 1960 an der University of Toronto in Geologie promoviert. Ab 1957 war er beim Geological Survey of Canada und ab 1963 Assistant Professor, 1969 Associate Professor und ab 1974 Professor für Sedimentologie und Stratigraphie an der McGill University. 1993 bis 1998 war er dort Logan Professor.
Mountjoy kartierte mit Raymond A. Price in den kanadischen Rocky Mountains zwischen Banff (Alberta) und Jasper (Alberta) und erforschte deren Tektonik (beide sind für die geologischen Querschnitte in den kanadischen Rockies in diesem Bereich bekannt, die als Beispiele für Überschiebungen Eingänge in Lehrbücher fanden). Als Sedimentologe erforschte er Karbonatgesteine aus dem Devon, die in Alberta vielfach Speichergestein für Erdöl sind und besonders fossile devonische Korallenriffe im Jasper National Park.
Er war Mitherausgeber der Zeitschrift Sedimentary Geology.
1985 erhielt er die R. J. W. Douglas Medal der Canadian Society of Petroleum Geologists, 1998 die Pettijohn Medal der Society for Sedimentary Geology und 1997 die Logan Medal. Er war Fellow der Royal Society of Canada.